# 楊行恕 (天啓進士)
楊行恕（？—1623年），字本忠，號岳麓，陕西临洮府狄道县人。明朝政治人物。萬曆辛卯（1591年）六月初八日生。

## 生平
萬曆三十七年（1609年）己酉科陕西鄉試第十名舉人，天啓二年（1622年）壬戌科会试三百六十二名，三甲一百二十一名進士。礼部观政，考选庶吉士，生而颖异，丰標俊逸，喜交游。天啓三年卒。著有《温玉亭诗草》。

## 家族
曾祖楊志聪，金川卫教谕。祖父楊凌奎，山西平陸縣教谕。父楊啓蒙，恩例壽官。母田氏。具慶下。弟行恭、行宽。娶苟氏。子楊于泰。